# Cuica
La cuica és un instrument musical membranòfon de fricció.
La cuica de metall és la més comuna, però pot ser de fusta o, menys habitualment, de fibra de vidre. S'encaixa un extrem d'un escuradents de bambú en la superfície inferior del pedaç de tambor.
El so de la cuica és produït tirant i empenyent el palet de bambú amb un drap mullat. Pressionant el pedaç de tambor amb un dit o amb diversos de l'altra mà prop del centre, es regula l'altura del so.
La cuica va ser portada al Brasil per esclaus africans (potser bantus). Avui dia, la cuica està molt popularitzada en aquest país americà, i és d'ús general a les escoles de samba durant el carnestoltes.
Un altre instrument similar (el lion roar) va ser utilitzat originalment a Àfrica per a la caça del lleó: el so que es produeix pot ser molt semblant al rugit de la femella, atraient-se així al mascle.